# Cerocoma azurea
Cerocoma azurea là một loài bọ cánh cứng trong họ Meloidae. Loài này được Reitter miêu tả khoa học năm 1914.